# Ekebyborna församling
Ekebyborna församling var en församling i Linköpings stift inom Svenska kyrkan i  Motala kommun i Östergötlands län. Församlingen uppgick 2008 i Fornåsa församling.
Församlingskyrka är Ekebyborna kyrka. 

## Administrativ historik

Ekebybornas församlingsvapen 1996–2007.

Församlingen har medeltida ursprung. 
Församlingen var till 1 maj 1922 omväxlande moderförsamling i pastoratet Ekebyborna och Ask (–1558, 1578–1601, 1699–1922) och utgjorde ett eget pastorat (1558–1578, 1601–1699). Från 1 maj 1922 till 1962 var församlingen annexförsamling i pastoratet Varv och Styra, Ekebyborna och Ask. Från 1962 till 2008 var den annexförsamling i pastoratet Fornåsa, Lönsås, Ekebyborna och Ask som 1974 utökades med Älvestads församling. Den 1 januari 2008 uppgick församlingen i Fornåsa församling.
Församlingskod var 058311.

## Kyrkoherdar
Lista över kyrkoherdar i Ekebyborna pastorat. Prästbostaden Nässja låg 4 kilometer från Österstads järnvägsstation.
| Ämbetstid | Namn                        | Levnadstid | Övrigt                                     |
| --------- | --------------------------- | ---------- | ------------------------------------------ |
| 1318      | Arvidus                     | -1318      |                                            |
| 1319-1336 | Clemens                     |            |                                            |
| 1390      | Arwidus                     |            |                                            |
| 1391      | Ernida                      |            | Curatus.                                   |
| 1402-1412 | Arvid                       | -1412      |                                            |
| 1472      | Petrus Johannis             | -1472      |                                            |
| 1472      | Petrus Amberni              |            |                                            |
| 1527-1550 | Ericus Bartolli             | -1550      |                                            |
| 1552-1564 | Petrus Olavi                | -1564      |                                            |
| 1565-1619 | Jonas Erici                 | 1539-1619  |                                            |
| 1620-1643 | Ericus Jonæ Drysander       | 1589-1653  | Senare kyrkoherde i Väderstads församling. |
| 1643-1669 | Johannes Magni Peninsulanus | -1669      | Kontraktsprost.                            |
| 1671-1694 | Olaus Bornelius             | 1634-1694  |                                            |
| 1695-1729 | Andreas Lithander           | 1655-1729  |                                            |
| 1731-1768 | Nils Stenhammar             | 1697-1768  | Kontraktsprost.                            |
| 1769-1772 | Anders Askeblad             | 1711-1772  |                                            |
| 1772-1784 | Andreas Egelin              | 1704-1784  |                                            |
| 1784-1786 | Pehr Ramselius              | 1722-1786  |                                            |
| 1789-1811 | Peter Callerström           | 1757-1811  |                                            |
| 1812-1820 | Claes Magnus Cnattingius    | 1757-1820  |                                            |
| 1820-1838 | Nils Engströmer             | 1767-1838  | Prost.                                     |
| 1839-1850 | Carl Gustaf Wiborgh         | 1793-1850  |                                            |
| 1851-1875 | Per Niclas Dahlgren         | 1797-1875  | Kontraktsprost.                            |
| 1876-1882 | Levin Christian Wiede       | 1804-1882  |                                            |
| 1883-     | Carl August Böttinger       | 1838-      |                                            |

## Organister och klockare
| Ämbetstid | Namn                     | Levnadstid | Övrigt                |
| --------- | ------------------------ | ---------- | --------------------- |
| –1650     | Bengt Jaensson           | –1650      | Klockare              |
| –1703     | Olof Andersson           | 1633–1703  | Klockare              |
| 1713–1738 | Pehr Larsson             |            | Klockare              |
| 1737–1786 | Jöns Olofsson Segerström | 1708–1786  | Organist och klockare |
| 1786–1838 | Per Sandberg             | 1759–      | Organist och klockare |
| 1839–1896 | August Theodor Wiman     | 1815–1896  | Organist och klockare |
| 1896–     | Magnus Theodor Wiman     | 1842–1918  | Organist och klockare |
| –1925     | Fritiof Pilström         | 1875–1961  | Organist och klockare |
| 1926–1965 | Eric Thollander          | 1900–1967  | Organist och klockare |